# Berk Kampen

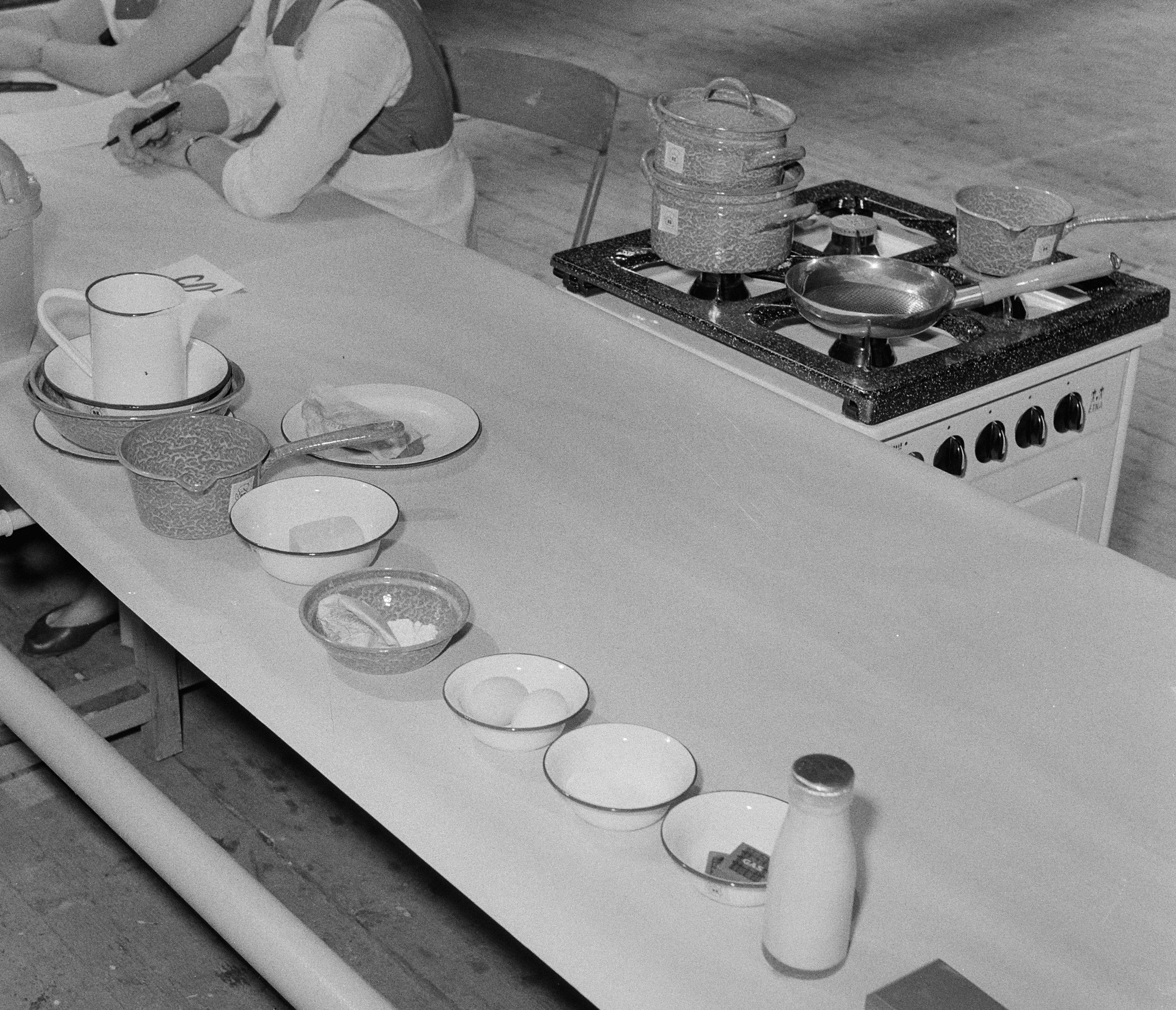
BK emaille, in 1957

Berk Kampen, oftewel BK (later H. Berk en Zoon, N.V. Kamper Emaillefabrieken, NV Koninklijke Kamper Metaalwarenfabriek, Berk Beccon NV en BK Cookware B.V.) is een producent van metalen keukengerei, met name pannen.

## Geschiedenis

### 19e eeuw

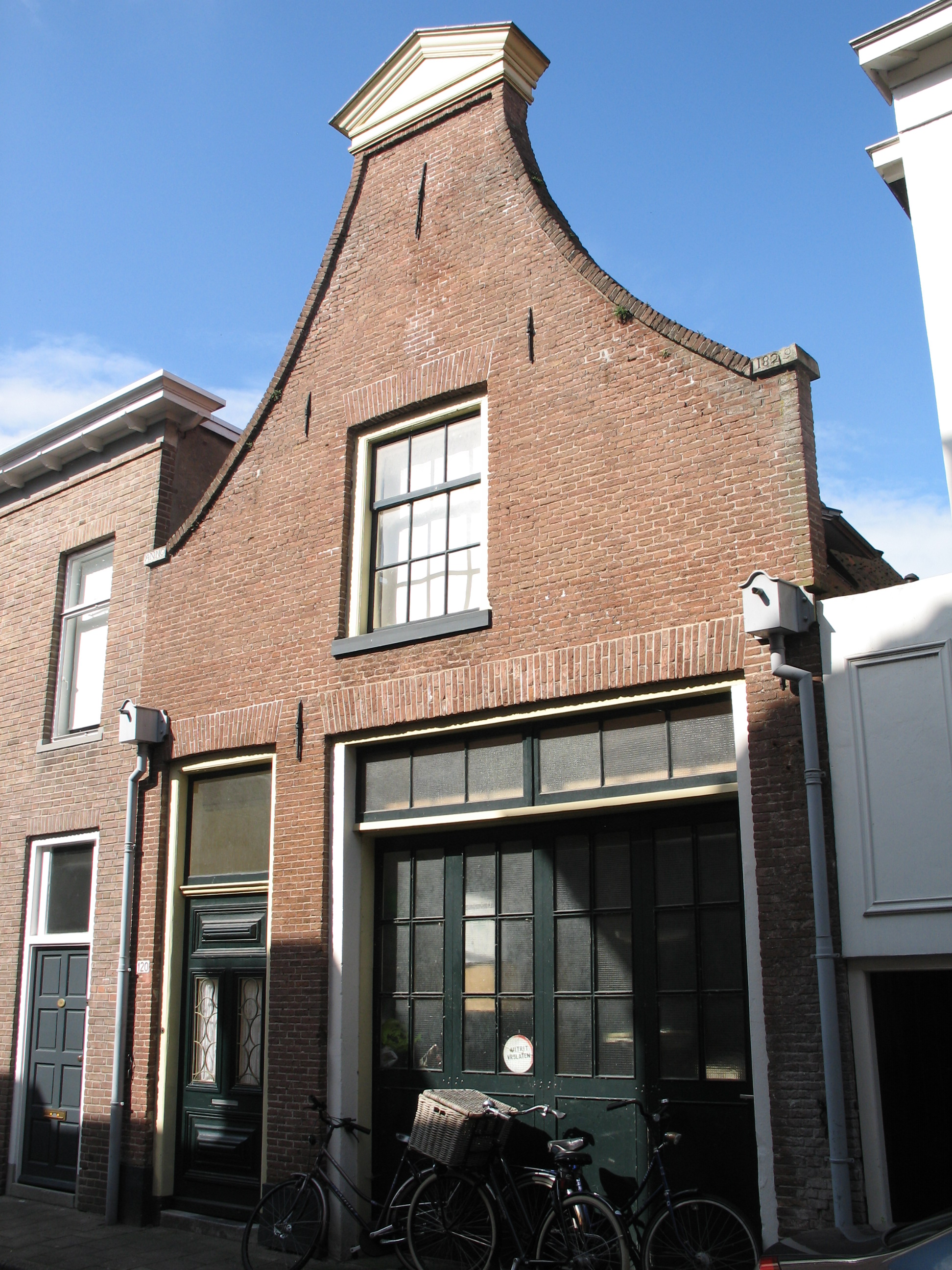
Kampen, Boven Nieuwstraat

Het bedrijf is in 1851 door de toen 29-jarige koper- en blikslager Hendrik Berk opgericht in Kampen in de Nederlandse provincie Overijssel. Hendrik Berk had het vak blikslager geleerd van zijn Duitse grootvader Conrad Birk. In Kampen bood onder meer de Van Heutszkazerne een interessante afzetmarkt voor de producten. Het bedrijfje, waarin Hendrik werd geassisteerd door zijn broer Gijsbert Berk, vervaardigde huishoudelijke artikelen, in het bijzonder van koper en ijzer. In 1870 werd een speciale afdeling opgericht voor vertinde ijzerwaren aan de Boven Nieuwstraat. Het ontwikkelde zich gestadig en breidde zijn productieprogramma geleidelijk uit. Kort voor het overlijden van Berk sr. in 1876 nam hij zijn oudste zoon Johannes (Jan) Berk op in de zaak en kreeg het bedrijf de firmanaam H. Berk & Zoon. Kort daarop moet de jonge Jan Berk alleen de zaak voortzetten. Onder zijn leiding gaat de groei gestadig door. Vervolgens voegden zich in de volgende jaren de broers Frederik, Johan Coenraad en G.B. (Gerrit) zich bij het familiebedrijf, dat in 1888 formeel als vennootschap onder de vierkoppige leiding kwam. 
Een kentering in de publieke waardering van koper en vertind ijzer dwingt Berk de opkomende keukenmode uit die jaren te volgen: geëmailleerd ijzer. In 1881 begon Berk als een van de eersten in de huishoudindustrie te experimenteren met email. In 1885 werd op een nieuwe locatie in Brunnepe, langs de IJssel in Kampen, gestart met de vervaardiging van geëmailleerde artikelen, waarmee de firma succesvol werd: in 1889 durfde Berk de stap aan om een hele collectie geëmailleerde artikelen aan te bieden. Heel erg groot was de firma eind 19e eeuw nog niet met een dertigtal arbeiders in beide afdelingen rond 1890, maar dat aantal nam snel toe: in 1894 was al sprake van 130 tot 150 arbeidskrachten. Op 23 februari 1893 werd door Jan Berk het merk BK geregistreerd: een kookketeltje met daarin de letters BK plus de toevoeging 'giftvrij'.

### 20e eeuw
Het bedrijf bleef een familieonderneming en kreeg in 1902 nadat de twee jongste broers, Gijsbert en Hendrik, toegetreden zijn, de vorm van een naamloze vennootschap, de N.V. Kamper Emaillefabrieken. In 1910 laat deze firma bij haar bedrijf 125 arbeiderswoningen bouwen. Tussen 1900 en 1913 groeide het bedrijf van 300 tot 700 personeelsleden, werkend in drie fabrieken.  
Geëmailleerde voorwerpen voor in de keuken raakten in de mode, de pannen van 'wolkjesemalje'; in de huishoudbranche werden ze 'grijsgewolkt' genoemd. Ze waren een specialiteit van BK. 
Midden jaren twintig treedt een derde generatie van de familie Berk aan. Het bedrijf is dan ingericht op het maken van voorwerpen uit plaatijzer en plaatstaal door middel van persen met daarnaast een aantal afdelingen voor speciale voorwerpen zoals spoelbakken, sapmonsteremmers, artikelen voor de scheepvaart naast algemene afdelingen als de eigen kistenmakerij en stempelmakerij. De emailleerafdeling is de tweede poot van het bedrijf en omvat 3500m² en 21 moffelovens. In het totaal werken er in 1928 ongeveer 700 personen. In 1930 komt een aparte afdeling voor de vervaardiging van aluminium artikelen (Berkelite en Reliëf koekenpannen) tot stand. Maar ook bij Berk laten de crisisjaren zich enige jaren later voelen: in 1932 worden 100 werknemers ontslagen. Toch werken er in 1939 weer 600 mensen.
Na 1945 gaat men verder met diversificeren. Zo start Berk met de fabricage van elektrische aluminium waterkokers (Bekaelectra), oliegestookte verwarmingsketels. De jaren vijftig, met hun opkomende plastics, zijn voor BK even lastig als voor alle andere emaillefabrikanten. Meer en meer krijgen de bedrijven te maken met de concurrentie van plastic alternatieven, waardoor met name de emaille-artikelen getroffen worden. Dit leidt onder meer in 1957 bij BK tot het ontslag van 25 man in deze afdeling. De meeste emailleerbedrijven in Nederland begeven zich eveneens op het plastic-pad, zoals Beccon en EDY, terwijl ook geëxperimenteerd wordt met geheel andere artikelen in de huishoudelijke sfeer. (EDY, DRU en Neerlandia begeven zich zelfs op het terrein van de wasmachines.) BK probeert het onder meer met een elektrische 'doekendroger'. 
In 1951, als de onderneming 100 jaar bestaat, wordt het  predicaat Koninklijk verleend en de bedrijfsnaam gewijzigd in N.V. Koninklijke Kamper Emaillefabrieken v.h. H. Berk & Zn. Kampen. Op het beeldmerk BK komt een kroontje te staan. Er werken dan, samen met het filiaal te Oldebroek, ruim 900 personen. De leiding berust bij J.H.H., H., J. en H.Th. Berk.  
In 1963 voegt het bedrijf een productielijn van roestvrijstalen artikelen toe. In 1964 neemt Berk 51% van de aandelen van branchegenoot N.V. Emaillefabriek en Verzinkerij Beccon te Doetinchem over en gaat men verder de naam Berk Beccon NV. De fusiegenoot, geleid door mevrouw D.E. Becking-Winkelmann (die vervolgens tot haar overlijden op 1 augustus 1966 zitting heeft in de raad van bestuur van Berk Beccon), is sterk in plastic huishoudelijke artikelen. BK breidt vervolgens zijn afdeling aluminium en roestvrij staal uit, in combinatie met een grootscheepse assortimentsbeperking: van circa 3000 tot 250 artikelen; deze rationalisatie leidt onder meer tot personeelsreductie. In 1964 nemen ook de laatste twee afstammelingen van de oprichter, de heren J.H.H. en H.Th.J. Berk, afscheid. In 1970 komen de inmiddels samengevoegde bedrijven Berk en Beccon, na een biedingsstrijd met Tomado, in handen van het handelshuis Hagemeyer. Ook het Dierense EDY (Emailleerfabriek De Yssel) komt niet veel later in handen van Hagemeyer. Dit leidt tot verschillende opeenvolgende ingrepen in de organisatie en productiebeleid: de emailleerafdelingen worden overgeplaatst van zowel Berk als EDY naar die van Beccon aan de Melkweg in Doetinchem, in 1970 werd de verkoopafdeling overgeplaatst naar Faveka te Dieren en in 1972 volgt een grootscheepse afslanking, met circa 100 ontslagen. In 1975 viel het doek voor Faveka. Rond 1982 werken bij Berk Beccon ruim 350 mensen. 
In 1984 wordt het bedrijfsonderdeel Berk Beccon NV, met vestigingen te Kampen (productie en productontwikkeling van de aluminium en roestvrijstalen producten), Doetinchem (productie van emaille producten en BK's marketing afdeling) en Utrecht (waar op dat moment het verkoopkantoor op Hoog Catharijne was gevestigd) weer verzelfstandigd. In 1986 wordt het verkoopkantoor weer verplaatst naar Kampen, de marketingafdeling blijft in Doetinchem. In 1988 neemt Koninklijke Van Kempen & Begeer te Zoetermeer (inmiddels ook eigenaar van GERO) Berk Beccon bv over. Om de terugvallende vraag naar geëmailleerde producten op te vangen wordt het in nood verkerende Duitse emaillemerk Nahrath gekocht en wordt in Duitsland een verkoopkantoor gestart, maar ook in Duitsland is de vraag naar emaille in de jaren 80 en 90 van de 20e eeuw sterk afgenomen en in 1992 leidt dit uiteindelijk tot het faillissement van het inmiddels verzelfstandigde productie-unit Beccon Doetinchem. Deze unit werd doorgestart door Intermeco, maar sloot na enkele jaren definitief haar deuren. Productie van bekende emailleklassiekers wordt door BK elders in Europa ondergebracht, terwijl in Kampen juist wordt geïnvesteerd in een geheel nieuwe fabriek voor roestvrijstalen en aluminium pannen.

### 21e eeuw
In 2009 wordt Van Kempen & Begeer overgenomen door Royal Delft. Het vroegere Berk Beccon wordt vervolgens in 2010 samen met Gero binnen de Royal Delft Groep het onderdeel 'BK Cookware BV', gevestigd in Zoetermeer (niet te verwarren met het Duits-Belgische bedrijf Beka).
In februari 2018 is BK Cookware BV overgenomen door The Cookware-Co, een bedrijf met vestigingen in het Belgische Drongen (hoofdkantoor), New York, Hong Kong, China en Delft.

## Awards

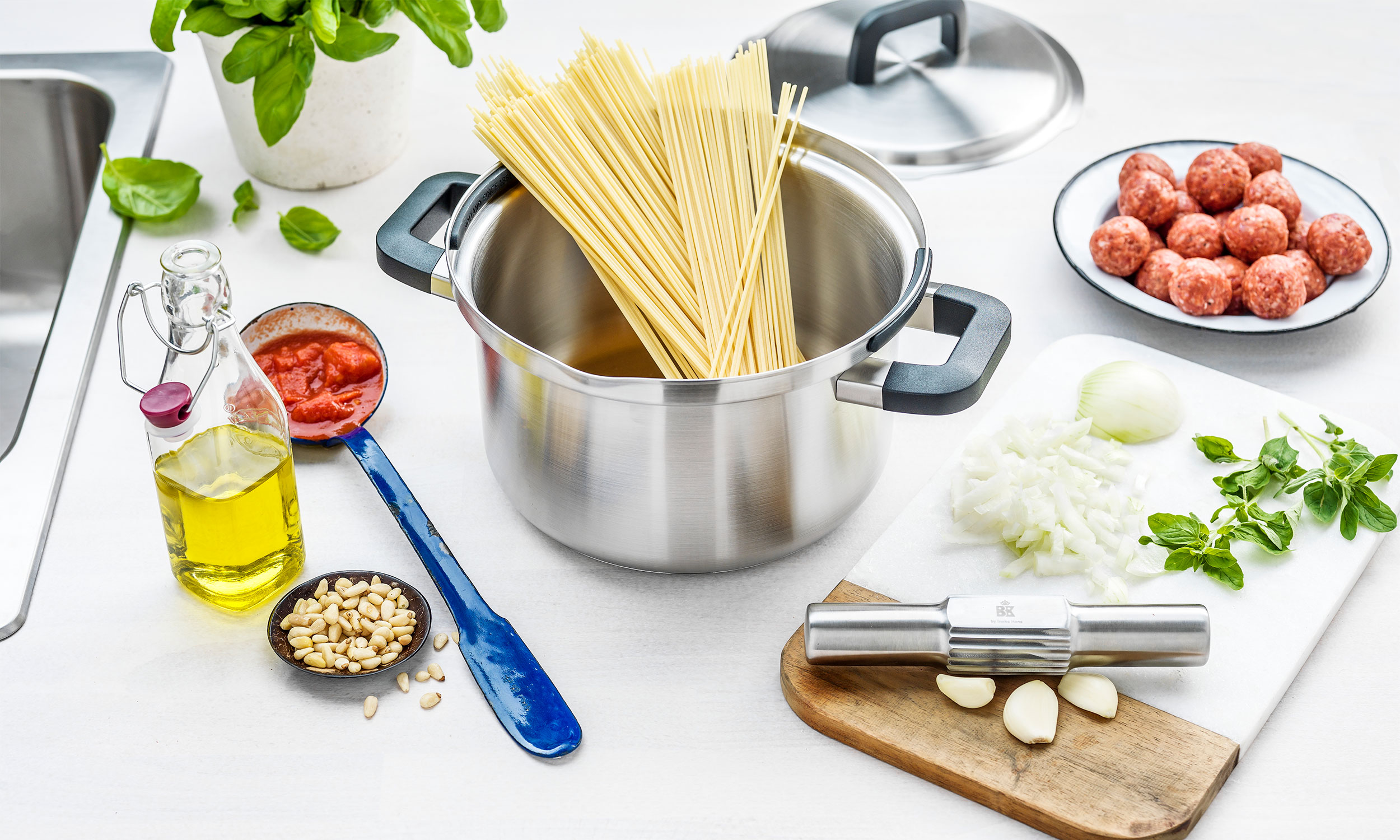
BK Flow Cool

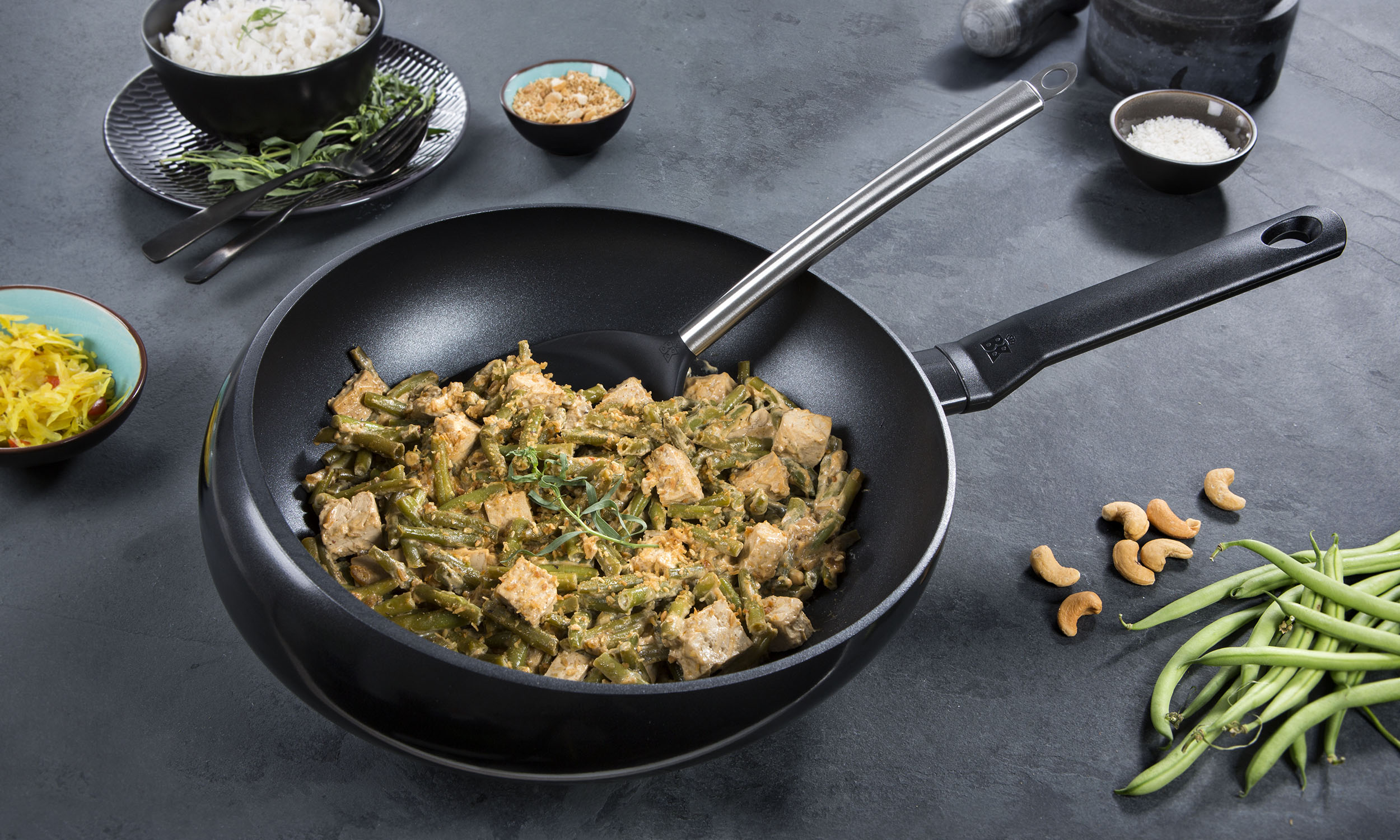
BK Easy Induction Wokarang

Producten van BK zijn bekroond met internationale design awards. 
Red Dot Design Award:
- BK Flow
- BK Flow Cool
- BK Infinity
- BK Nature Wokarang
- BK Skills
- BK Solutions knoflookpers

Design Plus:
- BK Solutions snijplank
- BK Solutions knoflookpers
- BK Solutions werkblad organizer
- BK Wokarang